# Helmut Stallknecht
Helmut Stallknecht (* 27. Januar 1935; † 13. März 2003) war ein deutscher Aquarianer und Fachbuchautor. Zu seinen Werken zählen Fachbücher, über 900 Artikel in der aquaristischen Fachliteratur und zahlreiche Vorträge.
Seit Ende der 1960er Jahre war Stallknecht als Sachbuchautor tätig. Mehrere seiner Bücher, etwa Hundert Tips für Aquarianer wurden Standardwerke der Aquaristik in der DDR. Es wurde als Aquarium houden ins Niederländische, Aquarienfische als Les poissons d'aquarium ins Französische übersetzt. Nach der Wende verfasste er mehrere Bücher für den Tetra Verlag. Stallknecht befasste sich mit nahezu allen Bereichen der Süßwasseraquaristik.